# Geoffrey Lafarge
Geoffrey Lafarge (* 19. Dezember 1989 in Chamonix) ist ein ehemaliger französischer Nordischer Kombinierer.

## Werdegang
Geoffrey Lafarge begann seine internationale Karriere im Rahmen zweier FIS-Rennen am 10. und 11. Dezember 2005 in St. Moritz, wo er zweimal den 56. Platz belegte. Am 13. und 14. Januar 2007 debütierte Lafarge mit den Plätzen 49 und 43 beim Wettbewerb in Chaux-Neuve im B-Weltcup (heute Continental Cup). Am 13. und 14. September 2008 startete er zudem in Kranj zum ersten Mal im Alpencup. In beiden Wettbewerben folgten seitdem regelmäßige Wettbewerbsteilnahmen.
Bei den Nordischen Junioren-Skiweltmeisterschaften 2009 in Štrbské Pleso gewann Lafarge im Teamwettbewerb Silber mit der französischen Mannschaft. Im Einzelwettbewerb erreichte er Platz 28.
Am 12. Dezember 2010 gewann Lafarge in Soldier Hollow, Utah seinen ersten Wettbewerb im Continental Cup. In Kranj, Predazzo, Wisła und Tschaikowski konnte er weitere Wettbewerbe gewinnen. Durch weitere gute Ergebnisse belegte Lafarge am Ende der Saison 2011/12 den zweiten Platz in der Gesamtwertung.
Bei den Französischen Meisterschaften 2012 in Courchevel gewann Lafarge die Silbermedaille hinter Jason Lamy Chappuis und vor Sébastien Lacroix.
Seine einzige WM-Teilnahme erfolgte im Einzelwettbewerb der Nordischen Skiweltmeisterschaften 2013 in Val di Fiemme von der Großschanze, wo er Platz 28 belegte.
Am 15. und 16. Januar 2011 gab Lafarge in Seefeld in Tirol mit den Plätzen 50 und 46 sein Debüt im Weltcup der Nordischen Kombination. Seine beste Weltcup-Platzierung war ein neunter Platz am 31. Januar 2015 in Val di Fiemme.
Geoffrey Lafarge wohnt in seinem Heimatort Chamonix.

## Erfolge

### Continental-Cup-Siege im Einzel
| Nr. | Datum             | Ort            | Disziplin |
| --- | ----------------- | -------------- | --------- |
| 1.  | 12. Dezember 2010 | Soldier Hollow | Gundersen |
| 2.  | 18. Dezember 2012 | Kranj          | Gundersen |
| 3.  | 3. März 2012      | Predazzo       | Gundersen |
| 4.  | 4. März 2012      | Predazzo       | Gundersen |
| 5.  | 6. Januar 2013    | Wisła          | Gundersen |
| 6.  | 13. Januar 2013   | Tschaikowski   | Gundersen |

### Weltcup-Platzierungen
| Saison  | Platz | Punkte |
| ------- | ----- | ------ |
| 2012/13 | 56.   | 31     |
| 2014/15 | 56.   | 15     |